# Вередія (комуна)
Вередія (рум. Vărădia) — комуна у повіті Караш-Северін в Румунії. До складу комуни входять такі села (дані про населення за 2002 рік):
- Вередія (892 особи)
- Мерчина (642 особи)

Комуна розташована на відстані 366 км на захід від Бухареста, 36 км на південний захід від Решиці, 79 км на південь від Тімішоари.

## Населення
За даними перепису населення 2002 року у комуні проживали 1534 особи.
Національний склад населення комуни:
| Національність   | Кількість осіб | Відсоток |
| ---------------- | -------------- | -------- |
| румуни           | 1240           | 80,8%    |
| цигани           | 255            | 16,6%    |
| чехи             | 13             | 0,8%     |
| угорці           | 11             | 0,7%     |
| німці            | 7              | 0,5%     |
| серби            | 3              | 0,2%     |
| українці         | 2              | 0,1%     |
| хорвати          | 2              | 0,1%     |
| росіяни-липовани | 1              | 0,1%     |

Рідною мовою назвали:
| Мова      | Кількість осіб | Відсоток |
| --------- | -------------- | -------- |
| румунська | 1286           | 83,8%    |
| циганська | 227            | 14,8%    |
| угорська  | 9              | 0,6%     |
| чеська    | 6              | 0,4%     |
| німецька  | 4              | 0,3%     |
| сербська  | 2              | 0,1%     |

Склад населення комуни за віросповіданням:
| Релігія            | Кількість осіб | Відсоток |
| ------------------ | -------------- | -------- |
| православні        | 1349           | 87,9%    |
| греко-католики     | 116            | 7,6%     |
| баптисти           | 41             | 2,7%     |
| римо-католики      | 16             | 1,0%     |
| адвентисти         | 6              | 0,4%     |
| реформати          | 3              | 0,2%     |
| п'ятдесятники      | 2              | 0,1%     |
| не вказали релігію | 1              | 0,1%     |